# Urmund
Als Urmund, Prostoma  oder Blastoporus wird in der Embryologie bei einem sich entwickelnden Embryo die Öffnung bezeichnet, an der sich seine Körperfläche zum Urdarm einstülpt. 
Die meisten vielzelligen Tiere gehen in den ersten Schritten ihrer embryonalen Entwicklung nach Entstehung der Blastula beziehungsweise (bei Säugetieren wie dem Menschen) der Blastozyste durch eine wesentliche Phase, die Gastrulation. Hierdurch wird der Keim zu einem Gebilde mit einer außen gelegenen Zellschicht, dem Ektoderm, und einer eingestülpt innen liegenden Zellschicht, dem Entoderm. Der primitive Körper hat damit zu seiner äußeren eine innere Oberfläche gewonnen, deren Einbuchtung den Urdarm darstellt. Die Stelle, an der sich der Urdarm nach außen öffnet, wird Urmund genannt, denn bei vielen Lebewesen entwickelt sich aus diesem Bereich der Mund. Unter den zweiseitig gebauten Tieren (Bilateria) sind es die Urmünder oder Protostomier; bei ihnen wird in der weiteren Entwicklung eine zweite Öffnung des Urdarms zur Ausscheidung ausgebildet. Zu den Protostomiern gehören beispielsweise die Insekten.
Bei den Deuterostomiern oder Neumündern dagegen, zu denen alle Wirbeltiere gehören, fungiert die primäre Öffnung des Urmundes später als Ausscheidungsöffnung oder After, und die sekundär durchbrechende Öffnung am anderen Ende des Urdarms wird bei ihnen zum (neuen) Mund. Bei manchen basalen Tieren wie beispielsweise den Quallen dient der Urmund später sowohl der Aufnahme wie auch der Ausscheidung. 
Die Unterscheidung in Urmünder und Neumünder bei den Zweiseitentieren ist ein wichtiger Aspekt der Systematik der Tiere, denn die Ähnlichkeit der frühen Entwicklungsstadien weist jeweils auf gemeinsame Vorfahren und damit eine Verwandtschaft von Arten hin.